# Maudits
Pour plus de détails, voir Fiche technique et Distribution.
Maudits est un téléfilm franco-belge réalisé en 2024 par Chloé Micout d'après un scénario de Marie du Roy et Cécile Lugiez, et diffusé pour la première fois en Belgique le 3 février 2025 sur La Une.
Ce thriller est une coproduction d'Incognita, France Télévisions, Be-FILMS et la RTBF (télévision belge), réalisée pour France 3 avec la participation de la Radio télévision suisse (RTS),,,,.

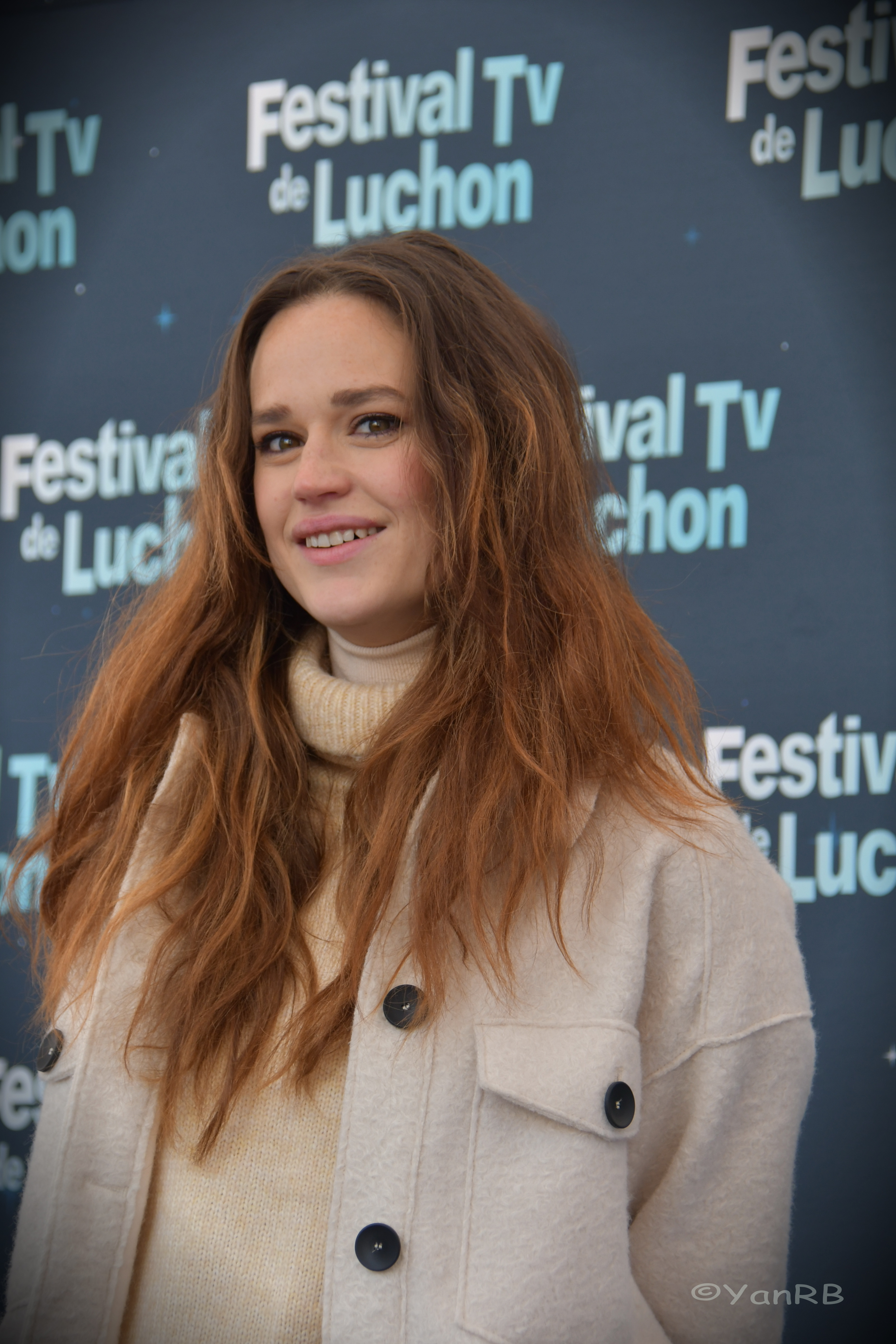
Constance Gay.

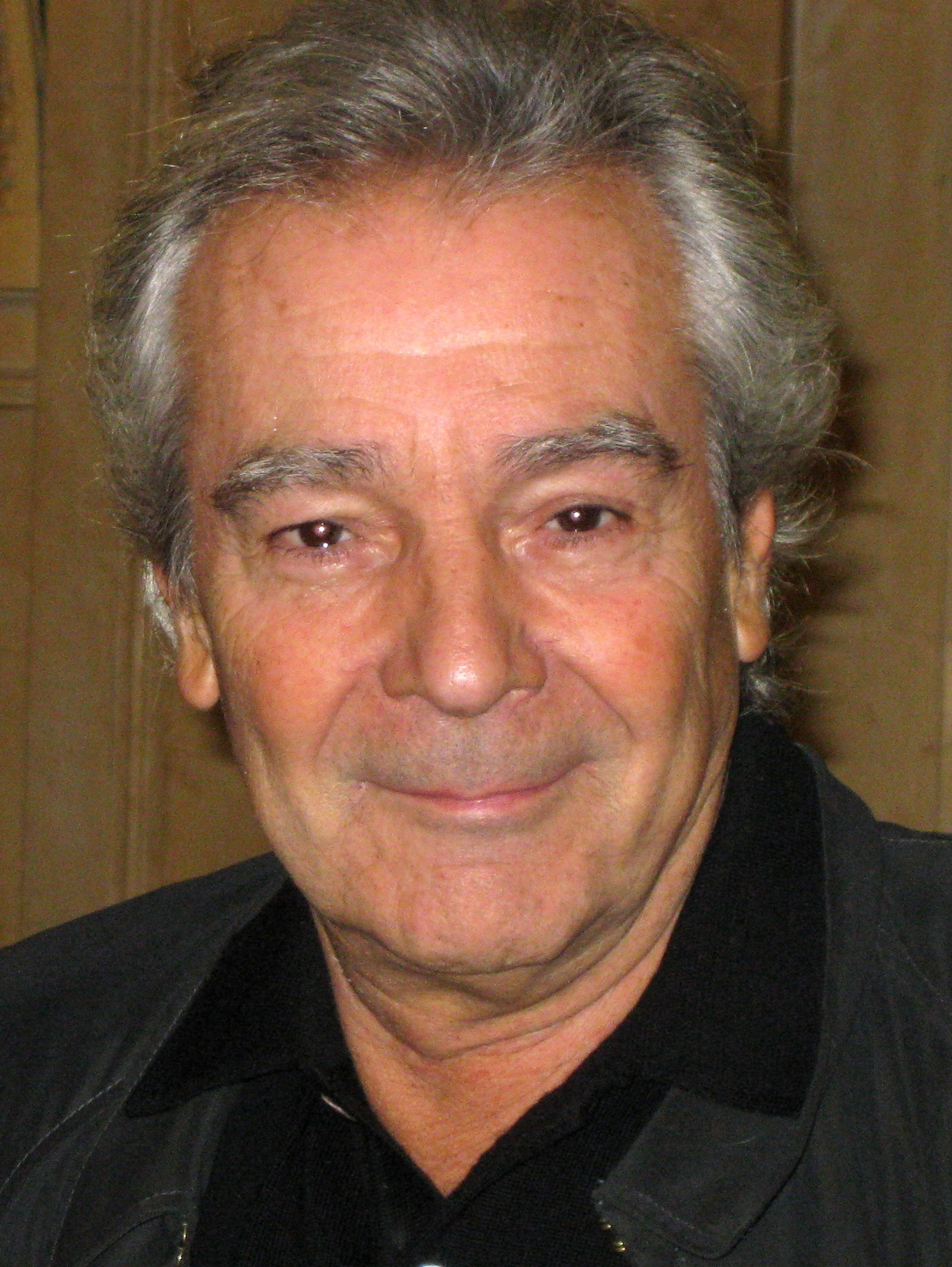
Pierre Arditi.

## Synopsis
À huit mois de grossesse, alors qu'elle peine à se préparer à l'arrivée de son enfant, Lucile découvre avec stupéfaction que sa grand-mère paternelle, que l'on avait toujours crue disparue, vit bel et bien dans un petit village du Morvan. Cette révélation ne serait-elle que le reflet d'une sinistre malédiction frappant systématiquement les garçons de la famille et menaçant désormais son bébé ? Ou bien cache-t-elle d'autres mystères familiaux insoupçonnés ? En dépit des mises en garde de ses proches, Lucile se rend dans le Morvan, résolue à affronter les ombres et les secrets enfouis de son passé.

## Fiche technique
Sauf indication contraire, les informations mentionnées dans cette section peuvent être confirmées par la base de données cinématographiques Allociné,  présente dans la section « Liens externes ».
- Titre français : Maudits
- Réalisation : Chloé Micout[1],[3],[5],[6]
- Scénario : Marie du Roy et Cécile Lugiez[6]
- Musique : Anne-Sophie Versnayen[5],[7],[8]
- Décors : Bruno Margery
- Costumes : Cyril Fontaine
- Photographie : Emmanuel Soyer
- Son : Margaux Peyre
- Montage : Alexandre Landreau
- Maquillage : Ève Cauchie
- Production : Édouard de Vésinne et Florent Gellie[5]
- Société de production : Incognita, France Télévisions, Be-FILMS et la RTBF (télévision belge)[1],[3],[4],[5]
- Pays de production :  France /  Belgique
- Langue originale : français
- Format : couleur
- Genre : Drame, thriller
- Durée : 90 minutes
- Dates de première diffusion :
  - Belgique : 3 février 2025 sur La Une[3],[4]

## Distribution
- Constance Gay : Lucile
- Vincent Heneine : Omar, le compagnon de Lucile
- Pierre Arditi : Jacques, le grand-père de Lucile
- Martine Chevallier : Rose, la grand-mère de Lucile
- Hanane El Yousfi : Noémie, l'infirmière de Rose
- Évelyne Istria : Clothilde, la meilleure amie de Rose
- Pasquale d'Inca : Yves Letellier, le voisin de Rose
- Patrick Rocca : Fernand, l'ancien maire du village
- Lysiane Meis : Sonia
- Thomas Poulard : Noël

## Production

### Genèse et développement
Le scénario est de la main de Marie du Roy et Cécile Lugiez, et la réalisation est assurée par Chloé Micout,,.

### Tournage
Le tournage se déroule à partir du 17 juin 2024 dans la région de Lyon et dans le Morvan,.

## Accueil

### Diffusions et audience
En Belgique, le téléfilm, diffusé le 3 février 2025 sur La Une, est regardé par 218 413 téléspectateurs et se classe premier en termes d'audience : l'audience consolidée à J+31 monte à 302 470 téléspectateurs.

### Accueil critique
Ciné-Télé-Revue accorde 2 étoiles au téléfilm qu'il décrit comme « Une histoire à la fois familiale et un brin fantastique, dans une région Bourgogne-Franche-Comté qui se prête bien aux récits des anciennes croyances ».